# Campeonato Mundial de Esgrima de 1937
El XV Campeonato Mundial de Esgrima se celebró en París (Francia) en 1937 bajo la organización de la Federación Internacional de Esgrima (FIE) y la Federación Francesa de Esgrima.

## Medallistas

### Femenino
| Evento              | Oro                                                                                       | Plata                                                             | Bronce                                                                                |
| ------------------- | ----------------------------------------------------------------------------------------- | ----------------------------------------------------------------- | ------------------------------------------------------------------------------------- |
| Florete individual  | Helene Mayer Alemania                                                                     | Ilona Elek Hungría                                                | Ellen Preis · Austria                                                                 |
| Florete por equipos | Erna Bogáti Ilona Elek Margit Elek Katalin Horváth Györgyné Rozgonyi Ilona Vargha Hungría | Hedwig Haß Helene Mayer Olga Oelkers Rotraud von Wachter Alemania | Ulla Barding Karen Lachmann Kate Mahaut Grete Olsen Aya Pedersen Mitzi With Dinamarca |

## Medallero
| Núm. | País      | Oro | Plata | Bronce | Total |
| ---- | --------- | --- | ----- | ------ | ----- |
| 1    | Hungría   | 3   | 2     | 1      | 6     |
| 2    | Italia    | 3   | 1     | 0      | 4     |
| 3    | Francia   | 1   | 4     | 1      | 6     |
| 4    | Alemania  | 1   | 1     | 1      | 3     |
| 5    | Austria   | 0   | 0     | 2      | 2     |
| 6    | Bélgica   | 0   | 0     | 1      | 1     |
| 6    | Dinamarca | 0   | 0     | 1      | 1     |
| 6    | Suecia    | 0   | 0     | 1      | 1     |
|      | TOTAL     | 8   | 8     | 8      | 24    |